# 紫啸鸫
紫啸鸫（学名：Myophonus caeruleus），又名白斑紫啸鸫，为鶲科啸鸫属的鸟类，俗稱石青、乌精、鸣鸡、铁老鸦、山鸣鸡、萧声鸫。分布于中亚、阿富汗、巴基斯坦、印度以至东南亚、南达爪哇以及中国大陆的河北、山西、陕西、宁夏、甘肃等南部以南地区、西达西藏等地，主要栖息于多石的山溪或崎岖岩石间。该物种的模式产地在广州。
紫啸鸫又称为藍嘯鶇（Blue Whistling Thrush），为一种能发出哨声的鸫科鸟类，最先生长于印度次大陆的喜马拉雅山一带，然后逐渐扩展到东南亚。牠之所以出名，是因为在黎明或黄昏时常会发出像人类口哨的巨大叫声。由于牠的分布地区广大，因而在体型和全身羽毛上产生了一些差异，其中有一些被分类为鸫科亚种。像同一类的其它鸟类一样，紫啸鸫在地上觅食，牠们经常沿着小溪流或在湿地中寻觅小蛇、螃蟹、水果和昆虫做为食物。

## 说明

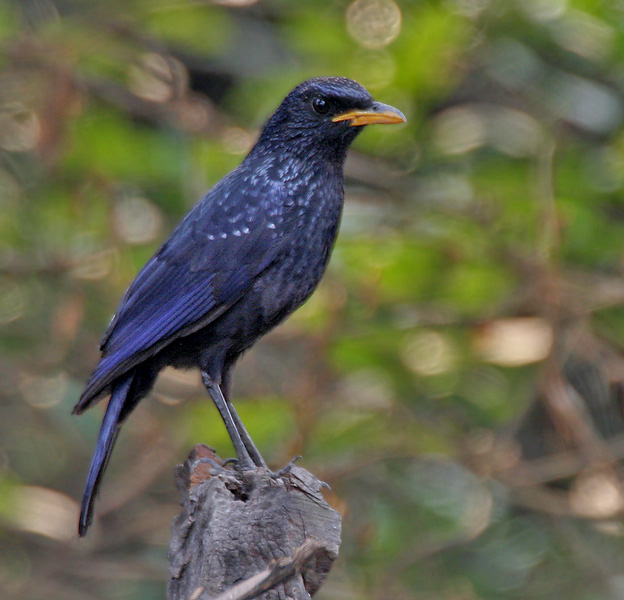
在印度的M. c. temminckii亚种

紫啸鸫全身为深紫蓝色，而在眼鼻间、腹部、尾巴下面以及身体羽毛的尖端则有闪耀的亮点。紫啸鸫之翅上覆羽的蓝色色度稍为不同于身体的其它部位，在中覆羽的尖端则有白亮点，而嘴部则为黄色，和身体形成明显的对比。牠的翼羽和尾羽的内部羽瓣为黑色；而无论是雄雌，其全身羽毛的颜色都类似。
紫啸鸫的身长为31到35公分，体重136到231公克。相较于美国知更鸟，紫啸鸫的体重约为其两倍。在标准测量法中，紫啸鸫的翼弦长为15.5到20公分，跗跖骨长度为4.5到5.5公分，嘴部的长度为2.9到4.6公分。紫啸鸫的体型根据分布的地区而有一些不同，北方的种类体型较大，南方的体型较小，此种现象符合伯格曼法则。在中国北方，雄性和雌性的平均体重分别为188公克和171公克，然而在印度，其平均体重则分别为167.5公克和158.5公克。

## 亚种
紫啸鸫因分布的族群而形成数个亚种。正式被命名的种类分布于中国中部和东部，嘴部为黑色；在阿富汗的土耳其斯坦 (turkestanicus)亚种嘴型底部较窄，分布于喜马拉雅山东部到缅甸的北部；称为黃嘴 (eugenei) 亚种的族群在中覆羽上没有白亮点，分布于南方直到泰国；在柬埔寨和马来半岛的族群称为粗喙 (crassirostris)亚种；另外还有帝克罗玲 (dichrorhynchus)亚种则有较小的闪烁亮点，分部于更南的苏门达腊；而分布于爪哇的族群，称为黄喙 (flavirostris)亚种，则有最厚的嘴部。
- 紫啸鸫指名亚种（学名：Myophonus caeruleus caeruleus）。在中国大陆，分布于南自两广、北抵秦岭山脉及山西、河北等省等地。该物种的模式产地在广州。[11]
- 紫啸鸫西南亚种（学名：Myophonus caeruleus eugenei）。在中国大陆，分布于四川、贵州、云南、西藏等地，主要生活于在贵州栖息于海拔1200-2500米以及在西藏东南部于海拔1600-3800米的林区或河边岩石上。该物种的模式产地在缅甸。[12]
- 紫啸鸫西藏亚种（学名：Myophonus caeruleus temminckii）。在中国大陆，分布于西藏、云南、贵州、新疆等地，常见于海拔900-3000多米的林区、溪流的岩石上。该物种的模式产地在印度Simla-Almora。[13]
- 紫嘯鶇中南亞種（学名：Myophonus caeruleus crassirostris）
- 紫嘯鶇馬來亞種（学名：Myophonus caeruleus dichrorhynchus）
- 紫嘯鶇爪哇亞種（学名：Myophonus caeruleus flavirostris）

## 栖息地及分布
紫啸鸫栖息于温度适当的丛林以及亚热带或热带潮湿的山区丛林中。分布于阿富汗、孟加拉国、不丹、柬埔寨、中国、印度、印度尼西亚、哈萨克、寮国、马来西亚、缅甸、尼泊尔、巴基斯坦、塔吉克、泰国、土库曼及越南。在冬天时，牠们从喜马拉雅山中移栖到高度较低的地区以避寒。

## 行为及生态
紫啸鸫通常单独行动或成对，牠们常在石头上跳耀并快速移动，并将树叶或小石头翻转，竖起头来检查是否有猎物在移动。当有危险时牠们会将尾巴展开并下垂。牠们在黄昏时活动非常频繁；当在繁殖时期﹙每年四月到八月﹚，牠们常常喜欢在黄昏或是黎明的黑暗中唱歌，而此时其它的鸟类通常都不叫。在十一月时，牠们在日出前叫得最频繁。牠们的警告叫声为刺耳的克利 (kree)音。其巢穴则是以苔藓或根茎铺成杯状，放置于小溪流旁边的岩石突出部分或是洞穴中。牠们下蛋一窝通常为三到四颗，有时候一年会下两次蛋；牠们喂食的食物，有水果、蚯蚓、昆虫、螃蟹和小蛇；在喂食螃蟹和小蛇之前，牠们都会将其放在石头上猛烈捣碎。在被关于笼中的状态，牠们曾被观察到将老鼠杀死并进食；而在野外，曾有记录记载牠们猎食其它较小的鸟类。